# Циклонен танц
„Циклонен танц“ (на английски: Cyclone Dance) е американски късометражен ням филм от 1895 година на режисьора Алфред Кларк с участието на Лола Ибери, заснет в лабораториите на Томас Едисън в Ню Джърси.

## В ролите
- Лола Ибери[2]